# Richard Egarr

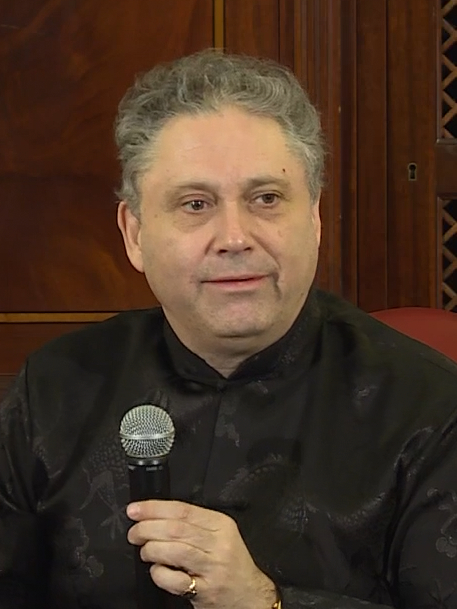
Richard Egarr (2017)

Richard Egarr (* 7. August 1963 in Lincoln (Lincolnshire)) ist ein britischer Dirigent und Tasteninstrumentspieler.

## Werdegang
Egarr erhielt seine frühe musikalische Ausbildung als Chorsänger am York Minster, später an der Chetham’s School of Music in Manchester. Anschließend war er Orgelschüler am Clare College der Universität Cambridge und absolvierte die Guildhall School of Music and Drama in London. Angeregt durch seinen Lehrer Gustav Leonhardt interessierte er sich schon früh für die Historische Aufführungspraxis. Egarr hat die Fähigkeit, alle möglichen Tasteninstrumenten zu bespielen. Er beherrscht das musikalische Repertoire der Tasteninstrumente seit Beginn der Intabulierung über Dussek, Chopin bis hin zu Berg und Davies.
Im Jahr 2006 trat er die Nachfolge von Christopher Hogwood als musikalischer Direktor bei der Academy of Ancient Music an.

## Belege
1. ↑  Martin Cullingford: Richard Egarr to step down at Academy of Ancient Music. In: Gramophone. 27. Juli 2018, abgerufen am 20. Januar 2019 (englisch).

| Personendaten    | Personendaten                                   |
| ---------------- | ----------------------------------------------- |
| NAME             | Egarr, Richard                                  |
| KURZBESCHREIBUNG | britischer Dirigent und Tasteninstrumentspieler |
| GEBURTSDATUM     | 7. August 1963                                  |
| GEBURTSORT       | Lincoln (Lincolnshire), England                 |